# コンテンツタワー
コンテンツタワーは、日本の映像制作会社。地上波、BS、CSなど、テレビ番組・ウェブ番組の企画・制作を行う。他に、映画、CM、PV、VP、DVD、編集、出版、イベント企画・運営・制作なども手掛ける。

## 概要
- 代表取締役社長は、かつて『GyaOジョッキー』の総合プロデューサーを務めた神戸敏行。
- アイドルチャット番組『アイドルコレクション』を運営している。
- 2011年7月5日よりニコニコチャンネル内でニコジョッキーを開局。神戸氏が生配信番組を直接プロデュースするのは約2年ぶりとなる。

## 関連情報
- 神戸敏行
- ニコジョッキー
- GyaOジョッキー